# قوائم مجرات

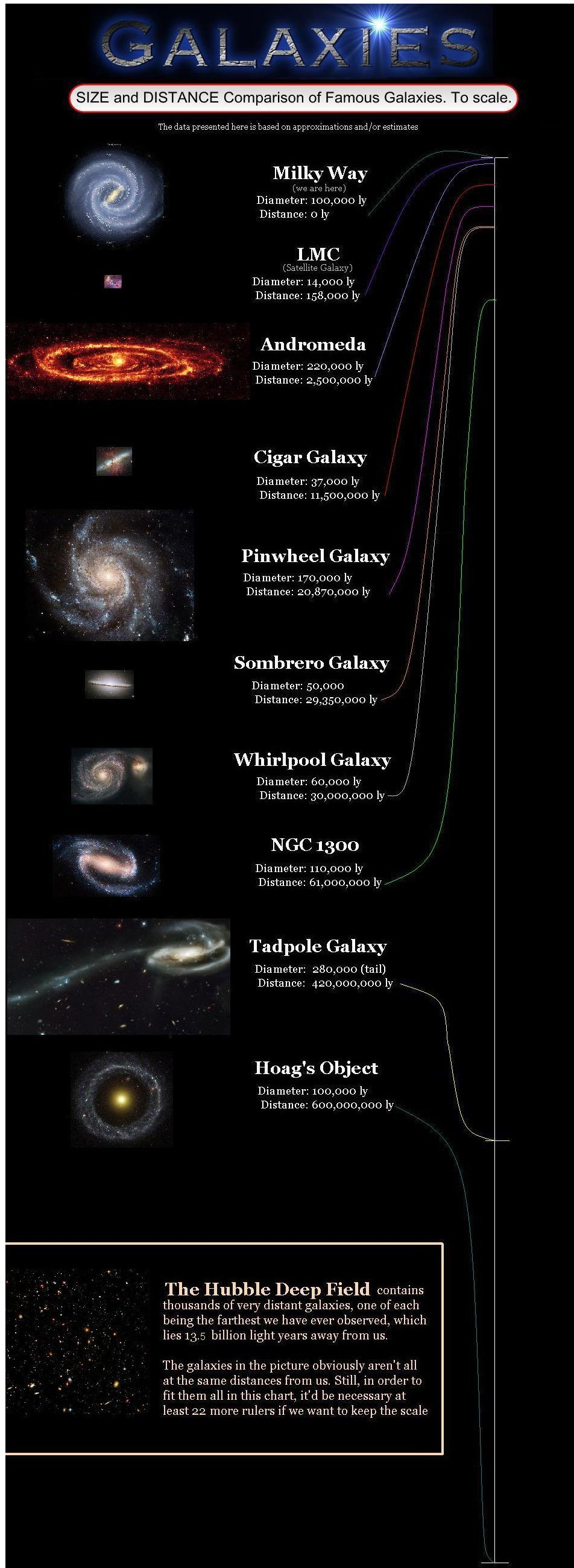
الحجم على اليسار البعد والأسماء على اليمين لبعض من أشهر المجرات للمقارنة.

قائمة المجرات

## قوائم المجرات
- قائمة أكبر المجرات
- قائمة المجرات المسماة
- قائمة المجرات المرئية
- قائمة مجرات المجموعة المحلية
- قائمة المجرات الحلزونية
- قائمة المجرات القمرية لمجرة المرأة المسلسلة
- قائمة المجرات التابعة لمجرة درب التبانة
- قائمة المجرات القطبية الحلقية
- قائمة مجموعات وعناقيد المجرات
- قائمة النجوم الزائفة
- قائمة عناقيد أبل المجرية

## اقرأ أيضا
- سيرس-93316